# Honda Beat
La Honda Beat est un roadster à moteur central produit de mai 1991 à février 1996 par Honda.

## Histoire
La Honda Beat est la dernière voiture mise sur le marché avant la mort de Soichiro Honda, le fondateur de la marque. 33 600 voitures environ ont été produites, les deux tiers se sont vendus la première année de mise sur le marché, et à partir de 1992, la production et les ventes de la Beat se sont effondrées. C'est la société italienne Pininfarina qui a conçu la voiture, et a ensuite vendu les plans à Honda.

## Moteur
La Honda Beat était produite en version PP1-100 et PP1-110 et tous les modèles possédaient en option un coussin gonflable de sécurité (« airbag »). 
Comme un grand nombre de voitures de la marque Honda, la Beat ne possède pas de turbocompresseur. Le moteur 656 cm³ dispose du système MTREC (Multi Throttle Responsive Engine Control), produisant alors 64 ch à 8 100 tr/min. Seule la transmission manuelle est disponible.

## Rassemblement Honda Beat
Le 9 mai 2010 sur le Twin Ring Motegi, 569 Honda Beat ont participé à une parade, cette dernière étant le plus grand rassemblement de voitures Honda à ce jour, d'après le livre des records.